# Oliwier Mutwil
Oliwier Mutwil (ur. 27 października 1999) – polski lekkoatleta specjalizujący się w biegach średniodystansowych i biegach długodystansowych. Młodzieżowy mistrz Polski w biegu na 5000 metrów (Piaseczno 2021).
Pochodzi z Wodzisławia Śląskiego, trenował w klubie UKS Diament Jedynka Wodzisław Śląski, był też zwycięzcą w biegach lokalnych np. Błękitna Wstęga Balatonu w Wodzisławiu w 2017.

## Rekordy życiowe
Opracowano na podstawie
| Konkurencja          | Obiekt  | Data             | Miejsce         | Wynik    |
| -------------------- | ------- | ---------------- | --------------- | -------- |
| bieg na 800 metrów   | stadion | 16 maja 2021     | Sucha Beskidzka | 1:51.73  |
| bieg na 1000 metrów  | stadion | 9 lipca 2022     | Warszawa        | 2:24.94  |
| bieg na 1500 metrów  | stadion | 13 czerwca 2021  | Poznań          | 3:48.05  |
| bieg na 3000 metrów  | stadion | 2 czerwca 2018   | Częstochowa     | 8:44.80  |
| bieg na 5000 metrów  | stadion | 5 czerwca 2021   | Piaseczno       | 14:20.05 |
| bieg na 10000 metrów | stadion | 22 kwietnia 2023 | Olkusz          | 30:59.43 |

## Osiągnięcia
Opracowano na podstawie
| Rok  | Impreza                            | Miejsce           | Konkurencja         | Pozycja    | Wynik    |
| ---- | ---------------------------------- | ----------------- | ------------------- | ---------- | -------- |
| 2020 | Młodzieżowe Mistrzostwa Polski U23 | Biała Podlaska    | bieg na 1500 metrów | 2. miejsce | 3:54.89  |
| 2020 | Młodzieżowe Mistrzostwa Polski U23 | Kwidzyn           | bieg przełajowy     | 2. miejsce | 11:27    |
| 2021 | Młodzieżowe Mistrzostwa Polski U23 | Piaseczno         | bieg na 5000 metrów | 1. miejsce | 14:20.05 |
| 2021 | Młodzieżowe Mistrzostwa Polski U23 | Suwałki           | bieg na 1500 metrów | 2. miejsce | 3:49.62  |
| 2021 | Młodzieżowe Mistrzostwa Polski U23 | Tomaszów Lubelski | bieg przełajowy     | 1. miejsce | 13:13    |